# 스르부크
스르부크(아르메니아어: Սրբուկ, 영어: Srbuk, 1994년 4월 3일 ~ )는 아르메니아의 싱어송라이터이다. 유로비전 송 콘테스트 2019 아르메니아 대표 참가자이다.
2010년, 《더 엑스 팩터》 아르메니아 시즌 1에 참가해 최종 2위를 하며 처음으로 이름을 알렸다. 2018년, 《더 보이스 우크라이나》 시즌 8에 참가해 최종 4위를 했다.